# Ecastaphyllum
Ecastaphyllum là một chi thực vật có hoa trong họ Đậu.